# مستعمره تاج پنانگ
مستعمره تاج پنانگ (به انگلیسی: Crown Colony of Penang) از سال ۱۹۴۶ تا ۱۹۵۷، یک مستعمره بریتانیا بود. بعد از اینکه سلطان‌نشین کداح در سال ۱۷۸۶ پنانگ را واگذار کرد، تحت حاکمیت بریتانیا قرار گرفت و بین سال‌های ۱۸۲۶ تا ۱۹۴۶، به عنوان بخشی از شهرک‌های تنگه بود. تا زمانی که تحت عنوان اتحادیه مالایا داخل کشوری یکپارچه ادغام گردد، همراه با سنگاپور، به عنوان مستعمره تاج تحت کنترل اداره مستعمرات بریتانیا در لندن، قرار داشت.